# Papua-Nowa Gwinea na Letnich Igrzyskach Paraolimpijskich 2012
Papuę-Nową Gwineę na Letnich Igrzyskach Paraolimpijskich 2012 w Londynie reprezentowało 2 zawodników. 
Był to czwarty start reprezentacji Papui-Nowej Gwinei na Letnich igrzyskach paraolimpijskich.

## Kadra

### Lekkoatletyka
Mężczyźni
| Zawodnik        | Konkurencja | Kwalifikacje | Kwalifikacje | Finał | Finał   |
| Zawodnik        | Konkurencja | Wynik        | Pozycja      | Wynik | Pozycja |
| --------------- | ----------- | ------------ | ------------ | ----- | ------- |
| Francis Kompaon | 100 m (T46) | 11.21        | 3. q         | 12.28 | 7.      |
| Francis Kompaon | 200 m (T46) | 23.05        | 6.           | NQ    | NQ      |

### Podnoszenie ciężarów
Mężczyźni
| Zawodnik       | Kategoria | Wynik  | Pozycja |
| -------------- | --------- | ------ | ------- |
| Timothy Harabe | do 75 kg  | 160 kg | 10.     |